# Осифікація

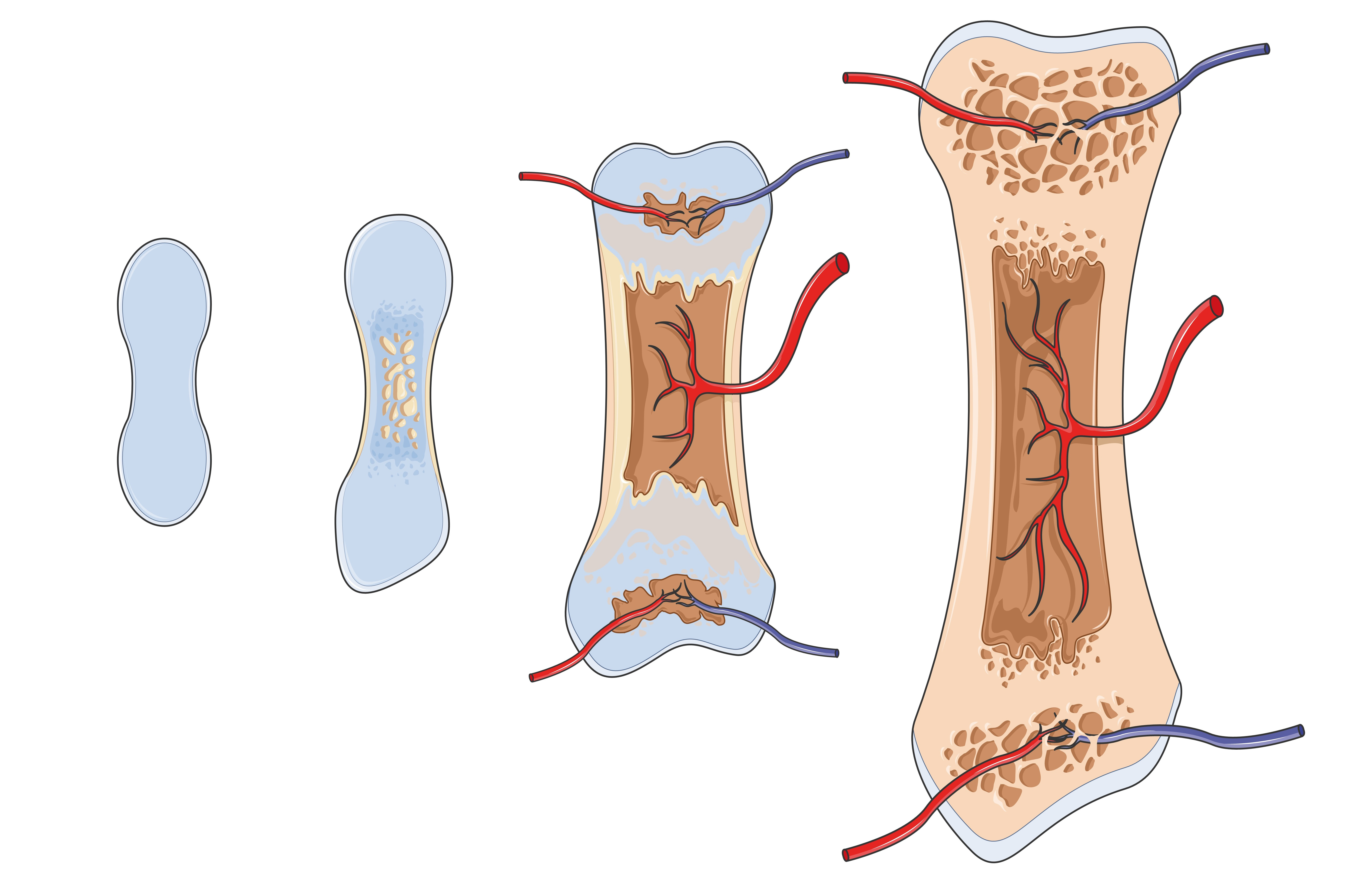
Діаграма, що демонструє стадії енхондрального остеогенезу

Осифікація, також остеогенез чи окостеніння (лат. osteogenesis) — процес формування нового кісткового матеріалу клітинами, які називаються остеобластами. Розрізняють кілька видів остеогенезу: ендесмальне окостеніння — безпосереднє закладання кістки в примітивну сполучну тканину (мезенхіму), перихондральне окостеніння — за допомогою охрястя або перихондрію, хрящового зачатка кістки, та внутрішньохрящове (енхондральне) окостеніння.
При загоєнні переломів енхондральний остеогенез є найбільш поширеним процесом, наприклад, при переломах довгих кісток, що лікуються гіпсовою пов'язкою, тоді як переломи, що лікуються внутрішньою фіксацією металевими пластинами, гвинтами, штифтами й стрижнями, можуть зростатися шляхом ендесмального остеогенезу.
Гетеротопічна осифікація — процес, що призводить до утворення нової, часто атипової, кісткової тканини поза скелетом (також позаскелетна осифікація).
Кальцифікацію часто плутають з окостенінням. Кальцифікація є синонімом утворення солей і кристалів на основі кальцію в клітинах і тканинах. Це процес, який відбувається під час окостеніння, але не завжди навпаки.

## Терміни осифікації скелета людини
| Період часу                                    | Кістки, що зачіпаються                                                                           |
| ---------------------------------------------- | ------------------------------------------------------------------------------------------------ |
| Третій місяць внутрішньоутробного розвитку     | Початок окостеніння в довгих кістках                                                             |
| Четвертий місяць                               | Виникнення більшості первинних центрів окостеніння у діафізах кісток.                            |
| Народження—5 років                             | Виникнення вторинних центрів окостеніння в епіфізах.                                             |
| 5—12 років для жінок, 5—14 років для чоловіків | Від центрів окостеніння швидко поширюється окостеніння, і відбувається осифікація різних кісток. |
| 17—20 років                                    | Кістки верхніх кінцівок і лопаток повністю костеніють.                                           |
| 18—23 роки                                     | Кістки нижніх кінцівок і таз повністю костеніють.                                                |
| 23—26 років                                    | Кістки груднини, ключиць і хребців повністю костеніють.                                          |
| До 25 років                                    | Майже всі кістки повністю осифікуються.                                                          |